# إعادة التوطين في بلايبورغ

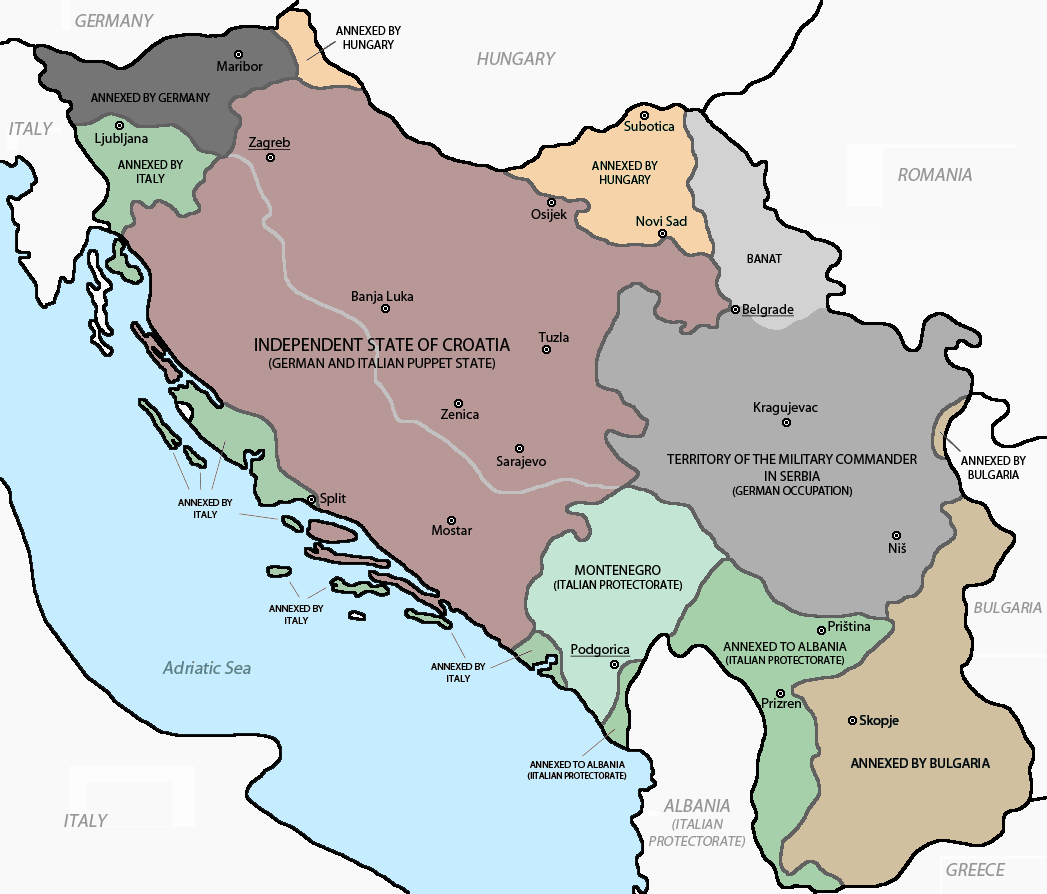
احتلال يوغوسلافيا وتفككها في 1941

حدثت إعادة التوطين في بلايبورغ في مايو 1945، بعد نهاية الحرب العالمية الثانية في أوروبا، والتي احتلت خلالها دول المحور يوغوسلافيا، عندما فر عشرات الآلاف من الجنود والمدنيين المرتبطين بقوى المحور من يوغوسلافيا إلى النمسا مع سيطرة جيش التحرير الوطني (البارتيزان) اليوغوسلافي. عندما وصلوا إلى النمسا التي احتلها الحلفاء، رفض البريطانيون قبول استسلامهم ووجهوهم إلى البارتيزان بدلًا من ذلك. خضع أسرى الحرب لمسيرات إجبارية، بالإضافة إلى صفوف استولى عليها البارتيزان الآخرون في يوغوسلافيا. أُعدم عشرات الآلاف؛ ونُقل آخرون إلى معسكرات العمل القسري، مات المزيد من الظروف القاسية. سميت الأحداث باسم بلدة بلايبورغ الحدودية الكيرنتية، حيث نُفذت الإعادة الأولية إلى الوطن.
في 3 مايو 1945 قررت حكومة دولة كرواتيا المستقلة، وهي دولة فاشية دمية أقيمت في أجزاء من يوغوسلافيا التي تحتلها ألمانيا، والتي شنت حملة إبادة جماعية وحشية ضد عدد من الأقليات فيها، وخفضت أعدادهم بمئات الآلاف، الفرار إلى النمسا. شرعوا في الإخلاء بإصدار أوامر لبقايا القوات المسلحة الكرواتية بالانتقال إلى هناك في أقرب وقت ممكن، من أجل الاستسلام للجيش البريطاني. أصدرت القيادة السلوفينية المتحالفة مع المحور أمرًا للحرس الوطني السلوفيني بالتراجع في اليوم نفسه. وانضمت هذه القوات، برفقة مدنيين، إلى مجموعة الجيش الألماني إي ووحدات المحور الأخرى في الانسحاب؛ وشملت هذه الأخيرة سلاح فرسان القوزاق الخامس عشر التابع لقوات الأمن الخاصة وبقايا مفارز تشيتنيك الجبل الأسود التي نُظمت في الجيش الوطني للجبل الأسود التابع للقوات المسلحة الكرواتية.
في الأسبوع الذي تلا صك الاستسلام الألماني، واصلت القوات المتعاونة في يوغوسلافيا محاربة البارتيزان لتجنب الحصار، وإبقاء طرق الهروب مفتوحة. شقت الصفوف التي قادتها سلوفينيا طريقها إلى الحدود النمساوية بالقرب من كلاغنفورت في 14 مايو. قبِل البريطانيين استسلامهم، واحتجزوهم في معسكر فيكترينغ القريب. عند اقتراب أحد الصفوف الهاربة من القوات المسلحة الكرواتية، الذين اختلطوا بالمدنيين، من بلدة بلايبورغ في 15 مايو، رفض البريطانيون قبول استسلامهم. أمروهم بالاستسلام للبارتيزان، وهو ما فعلته قيادة القوات المسلحة الكرواتية بعد مفاوضات قصيرة. أعيد سجناء المحور الآخرون الذين أسرتهم بريطانيا إلى يوغوسلافيا في الأسابيع التالية. ألغى البريطانيون عمليات إعادة التوطين في 31 مايو، بعد تقارير عن مذابح في يوغوسلافيا.
نقلت السلطات اليوغوسلافية السجناء في مسيرات قسرية في جميع أنحاء البلاد إلى معسكرات الاعتقال والعمل. نُفِّذت عمليات إعدام جماعية، وكان أكبرها في تزنو (يقدر عددهم بنحو 15 ألف أسير حرب كرواتي)، وكوتشفسكي روغ وهودا جما. في الحكم الشيوعي الذي أعقب ذلك في يوغوسلافيا، كانت هذه المذابح وغيرها من الانتهاكات بعد إعادة التوطين موضوعًا محظورًا وقمِعت المعلومات حول الأحداث. لم يبدأ إحياء الذكرى الرسمية والعامة للضحايا، والتي شملت المدنيين، إلا بعد عدة عقود.
لم يتمكن المؤرخون من التأكد بدقة من عدد الضحايا أثناء عمليات إعادة التوطين وبعدها، وكانت الأرقام الدقيقة موضوع الكثير من الجدل. يقدر المؤرخون الكرواتيون مقتل 30 ألف أسير. يشير المؤرخون والتحقيقات في سلوفينيا وكرواتيا إلى أن معظم الضحايا كانوا أعضاءً في القوات المسلحة المتعاونة الكرواتية، والسلوفينية، والصربية، والجبل الأسود.
بعد تفكك يوغوسلافيا، أقيم احتفال لإحياء الذكرى السنوية للضحايا في بلايبورغ، ما أثار جدلًا كبيرًا بسبب رموز أوستاشا في هذا الحدث. لقد أيدت السلطات الكرواتية بشكل مختلف هذا الاحتفال أو بدأت احتفالات أخرى في سلوفينيا، في حين اتخذت السلطات النمساوية خطوات متزايدة لمنع حدوث ذلك.

## علم المصطلحات
تُستخدم المصطلحات الشائعة الاستخدام في كرواتيا للإشارة إلى الأحداث المعنية، مثل مذبحة بلايبورغ، ومأساة بلايبورغ، وجريمة بلايبورغ، وقضية بلايبورغ، وأيضًا ببساطة بلايبورغ. استخدِم مصطلح «المأساة» في أعمال باللغة الإنجليزية لمؤلفين من أصل كرواتي. يستخدم أغلب الكرواتيين مصطلح طريق الصليب، مصطلح شخصي شائع، للتعبير عن الأحداث التي أعقبت عمليات إعادة التوطين. لقد وصف طريق الصليب بأنه «مسيرات الموت». يستخدم مصطلح «مسيرات الموت»، على عكس العديد من الأدبيات الدولية حول هذا الموضوع، وتناقش المؤرخة الكرواتية مارتينا غراهيك رافانتشيتش موضوع «بلايبورغ ومسيرات الموت».
يشيع استخدام مصطلح مأساة فيكترينغ بين السلوفينيين. كان فيكترينغ معسكرًا بريطانيًا، ضم أكبر عدد من السجناء السلوفينيين قبل إعادة التوطين.

## الخلفية
عندما اندلعت الحرب العالمية الثانية عام 1939، أعلنت حكومة مملكة يوغوسلافيا حيادها. بحلول بداية عام 1941 انضم معظم جيرانها إلى الاتفاق الثلاثي. تعرضت يوغوسلافيا لضغوط قوية للانضمام إلى المحور ووقعت الحكومة اليوغوسلافية على الاتفاق في 25 مارس 1941، وهو العام الذي غزت فيه ألمانيا النازية الاتحاد السوفيتي. لكن المظاهرات اندلعت في بلغراد ضد القرار، وفي 27 مارس أطاحت المعارضة بالحكومة في انقلاب. رفضت الحكومة اليوغوسلافية الجديدة الموافقة على الاتفاق الثلاثي، مع أنها لم تستبعد ذلك. رد أدولف هتلر بشن غزو يوغوسلافيا في 6 أبريل 1941، متحالفًا مع قوات إيطاليا والمجر.
في 10 أبريل دخلت القوات الألمانية زغرب، وفي اليوم نفسه، نشأت الدولة الدمية الألمانية الإيطالية، والتي هي دولة كرواتيا المستقلة. وضع هتلر الأوستاشا في السلطة، وعين أنتي بافليتش قائدًا (بوغلافنيك) لدولة كرواتيا المستقلة. استسلمت يوغوسلافيا لقوى المحور في 17 أبريل. حاولت الأوستاشا، وهي حركة هامشية في كرواتيا قبل الحرب، حشد الدعم بين الكرواتيين العاديين والمسلمين البوسنيين، لكن السكان لم يشكلوا بيئة حاضنة لها. اعتبر التنازل عن الأراضي لإيطاليا بمثابة ضربة خاصة لشعبيتها. مُنحت الأقلية الألمانية التي خدم أعضاءها في القوات العسكرية (السرب الألماني) لدولة كرواتيا المستقلة وضعًا خاصًا، ونظِموا كهيئة مستقلة. منذ عام 1942 جُند أعضاء الأقلية الألمانية في فرقة إس إٍس برينز يوجين.
بعد احتلال يوغوسلافيا وتقسيمها، أدخلت القوات الألمانية وقوات الاحتلال الأخرى قوانين معادية للسامية وفقًا لخطة الحل الأخير النازي. في دولة كرواتيا المستقلة، سنّ الأوستاشا قوانين خاصة بعرقهم، وشرعوا في حملة إبادة جماعية ضد الصرب، الذين كانوا مسيحيين أرثوذكس، وكذلك السكان اليهود والغجر في جميع أنحاء البلاد. أنشأت نظامًا لمعسكرات الاعتقال، كان أكبرها في ياسينوفاتس، حيث قتل 77,000-100,000 شخص، معظمهم من الصرب واليهود والغجر، بالإضافة إلى الكرواتيين والبوسنيين المناهضين للفاشية. قُتل نحو 29-31,000 يهودي، أو 79% من سكانهم قبل الحرب في دولة كرواتيا المستقلة، خلال الهولوكوست، معظمهم على يد الأوستاشا. أبيد جميع السكان الغجر البالغ عددهم نحو 25,000 تقريبًا.
من الصعب تحديد عدد الصرب الذين قتلوا على يد الأوستاشا. يقدر متحف الهولوكوست التذكاري بالولايات المتحدة أن الأوستاشا قتلوا ما بين 320,000 و340,000 من الصرب، حَسَبَ الديموغرافي الكرواتي فلاديمير زيريافيتش الخسائر السكانية في يوغوسلافيا، وقدر العدد الإجمالي للوفيات من المدنيين والمقاتلين الصرب في دولة كرواتيا المستقلة بنحو 322,000. من بين الضحايا المدنيين، قدر أن الأوستاشا قتلوا 78,000 مدني صربي، في الإرهاب المباشر وفي معسكرات الاعتقال، وتوفي الباقون على أيدي القوات الألمانية والإيطالية، ولأسباب أخرى. اتبع الأوستاشا مع الصرب التطهير الإثني، فقتلوا 154 من الكهنة الأرثوذكس، بالإضافة إلى 3 أساقفة، وطردوا معظم الكهنة الأرثوذكس الآخرين، وحولوا 240 ألف صربي إلى الكاثوليكية بحلول مايو 1943، وذبحوا العديد من الصرب حتى بعد تحولهم. بدأت سلسلة من الثورات الصربية المسلحة ضد دولة كرواتيا المستقلة في صيف عام 1941. ألقى الجنرال فيرماخت إدموند غليز-هورستيناو باللوم على جرائم الأوستاشا في الانتفاضات وانتقد الحكومة. كانت قوات المتمردين في البداية خليطًا من الشيوعيين والجماعات القومية الصربية، ولكن سرعان ما اندلعت الخلافات والقتال بين البارتيزان والتشيتنيك. دعا البارتيزان إلى الوحدة بين جميع المجموعات الإثنية، وعارضوا قتل التشيتنيك والتطهير الإثني للمسلمين والكرواتيين. في أوائل عام 1942، قتلت دولة كرواتيا المستقلة التشيتنيكية العديد من قادة البارتيزان في البوسنة، ووقعت تحالفات مع الأوستاشا، لمحاربة البارتيزان سويًا.